# Batalha de Petroe
A Batalha de Petroe, também conhecida como Batalha de Hades, foi travada em 20 de agosto de 1057 entre as forças imperiais bizantinas de Teodoro, o doméstico das escolas do oriente, e o general rebelde Isaac I Comneno, comandante do exército bizantino na Anatólia. Comneno havia se revoltado contra Miguel VI, o Estratiótico  (r. 1056–1057) e conseguiu convencer diversos importantes generais, inclusive Nicéforo Briênio e Nicéforo Botaniates, a se unirem a ele. Depois que Isaac foi proclamado imperador, os dois exércitos se enfrentaram em Hades, perto da cidade de Niceia. Embora a ala direita do exército de Comneno tenha sido destruída, a sua esquerda, comandada por Catacalo Cecaumeno, destruiu a direita imperial, avançou e invadiu o acampamento adversário, destruindo suas tendas e possessões. O próprio Comneno se manteve firme no centro, o que finalmente rompeu a resistência do exército imperial, que debandou e começou a fugir, deixando livre o caminho para a capital Constantinopla.

## Contexto
O breve reinado de Miguel VI foi inteiramente marcado por disputas internas depois que o novo imperador começou a alienar as mais importantes figuras da aristocracia militar. Das duas mais importantes, Catacalo Cecaumeno e Nicéforo Briênio, Cecaumeno era o general mais popular de todo o império. Quando o imperador decidiu retirar-lhe o comando das tropas em Antioquia, acusando-o de extorsão, provocou um grande descontentamento entre os principais nobres de sua corte. Mas foram as ações de Miguel contra Briênio que provocaram a revolta.
Posteriormente, Miguel restaurou a posição de Briênio, mas não devolveu-lhe as propriedades e a fortuna que foram confiscadas pela imperatriz Teodora. Quando o general reclamou pessoalmente para o imperador, foi insultado, o que foi a gota d'água. Miguel ainda piorou a situação ao recusar o pedido do recém-restaurado general depois de ter ordenado que ele liderasse uma divisão de 3 000 homens para reforçar o exército na Capadócia. A partir daí, Briênio passou a conspirar para derrubar o imperador. Ao chegar, porém, ele atacou e espancou um representante do imperador que contradisse ordens suas e depois atirou-o na prisão, o que sinalizou para seus oficiais que o general estava prestes a se rebelar. Eles então soltaram o enviado imperial, capturaram Nicéforo, o cegaram e o mandaram preso para Constantinopla.
Essa prisão precipitou a revolta e a aristocracia militar se uniu à volta de Isaac Comneno. Temendo que o plano estivesse em vias de ser descoberto, Isaac foi levado, aparentemente contra sua vontade, para Gunaria por Romano Esclero, Miguel Burtzes, Nicéforo Botaniates e os filhos de Romano III Argiro onde foi proclamado imperador em 8 de junho de 1057.

## Primeiros movimentos
Após Isaac Comneno ter sido proclamado imperador, Cecaumeno forjou uma ordem imperial que ordenava que ele marchasse contra o chefe seljúcida Samuque com cinco tagmas. Dentre eles, dois eram de francos, um de rus' e dois bizantinos - os de Coloneia e da Cáldia. Reunindo suas forças na planície de Nicópolis, ele se juntou às tropas locais que Comneno tinha conseguido alistar, cruzou o rio Sangário e capturou Niceia.
O imperador Miguel entregou o comando do exército imperial a Teodoro, um eunuco e burocrata da corte que havia sido alçado à posição de doméstico das escolas do oriente. Com ele marchou também o príncipe búlgaro Aarão, cunhado de Isaac Comneno. Juntos, eles destruíram as pontes sobre o Sangário na esperança de cortar todas as linhas de comunicação entre o exército rebelde e as províncias nas quais as famílias de seus líderes tinham grande influência. A partir daí, o exército imperial foi pra Niceia.
Isaac Comneno estava a mais ou menos dois quilômetros ao norte da cidade e logo os dois exércitos entraram em contato um com o outro. Após  algumas fracassadas tentativas de convencer o exército adversário a desertar, Comneno ordenou que todas as comunicações se encerrassem. Teodoro, acreditando que isso era uma demonstração de fraqueza, avançou para Petroe, a 2,5 quilômetros do campo de Comneno.

## A batalha

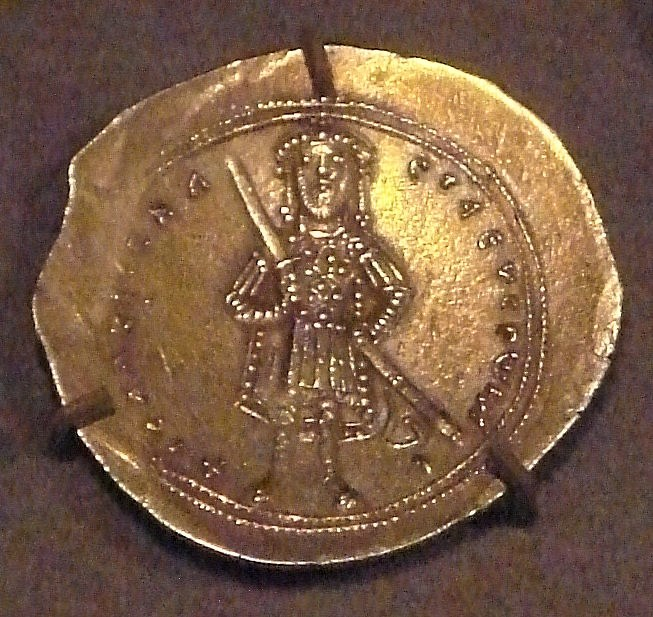
Histameno escifato de Isaac Comneno.

Em 20 de agosto de 1057, Isaac preparou suas tropas para o combate numa planície chamada, de acordo com Miguel Ataliates, Polemon ou Haidos. Cecaumeno foi encarregado da esquerda, Romano Sclero, da direita, e o próprio Comneno se posicionou no centro. Do lado imperial, o príncipe búlgaro comandava a esquerda, Basílio Tarcaniota, a direita, e o eunuco Teodoro ficou no centro. A batalha em si teve resultados bastante diferentes nos lados direito e esquerdo. A esquerda imperial, sob Aarão, destruiu completamente a direita rebelde, perseguindo suas tropas até o acampamento e capturando Romano Sclero. À beira da vitória, Aarão hesitou sem saber o que fazer enquanto que Comneno, quase fugindo para Niceia, conseguiu recuperar a iniciativa e percebeu o que acontecia à sua esquerda.
Ali, Cecaumeno havia conseguido destruir a direita imperial, alcançando o seu acampamento, onde destruiu as tendas e assassinou os generais Maurocatacalo e Catzamuntes. Essa vitória encorajou as tropas rebeldes e acentuou a dúvida que já existia na cabeça do príncipe Aarão e seus homens. Isaac Comneno conseguiu manter o centro por tempo suficiente para que Cecaumeno se juntasse a ele e ambos passaram a pressionar Teodoro. Neste ponto a batalha era mais aguerrida e Comneno escapou por pouco de ser morto num ataque coordenado de quatro rus'. Eventualmente, porém, o centro imperial começou a ceder e seus soldados iniciaram uma fuga. Um importante comandante das forças imperiais, Radulfo, o Franco, foi surpreendido durante a debandada por Nicéforo Botaniates liderando uma divisão no ataque. Dando um grito de guerra, ele se virou para atacá-lo. Em combate individual com Nicéforo, sua espada se quebrou e ele terminou capturado. Teodoro e o príncipe Aarão fugiram pra Constantinopla enquanto Isaac avançava com seu exército para Nicomédia.

## Consequências
Em Nicomédia, Comneno recebeu enviados do imperador - inclusive Miguel Pselo - que ofereceram-lhe o título de césar se ele encerrasse a revolta. Mesmo tendo recusado as propostas publicamente, Isaac se mostrou muito mais receptivo privativamente e ele acabou conseguindo o status de coimperador. Porém, no decurso destas negociações secretas, uma revolta popular em favor de Isaac irrompeu na capital, que terminou quando o patriarca Miguel Cerulário convenceu Miguel VI a abdicar em favor de Isaac em 31 de agosto de 1057.